# إيساكو كوبونوشي
إيساكو كوبونوشي (باليابانية: 窪之内 英策) رسام و‌مانغاكا ياباني. ولد يوم 11 نوفمبر 1966 في محافظة كوتشي.

## روابط خارجية
- إيساكو كوبونوشي على موقع ANN person (الإنجليزية)